# Amarbhumi
Amarbhumi es un comité de desarrollo de aldea en el distrito de Baglung en la zona de Dhaulagiri en el centro de Nepal. En el momento del censo de Nepal de 1991, tenía una población de 2.248 habitantes y 409 casas en el pueblo. Se ha informado que los habitantes de Amarbhumi VDC en el distrito de Baglung han cambiado el nombre de su aldea a Mulabari (que significa granja de rábanos).